# RFM (economia)
RFM é um método utilizado para analisar o comportamento do cliente e definir segmentos de mercado. É comumente utilizada em database marketing e marketing direto e tem recebido atenção especial no varejo.

## Segmentos de Mercado
O marketing procura responder a três questões fundamentais da vida das empresas.
Em primeiro lugar, cabe-lhe identificar necessidades e oportunidades do mercado que possam ser transformadas em negócios rentáveis para as empresas. Em segundo lugar, desenvolver uma oferta (produtos e serviços) de valor acrescentado, de modo a combinar os benefícios dos produtos e os serviços associados, a competitividade do preço e a "conveniência" dos postos de distribuição, criando assim vantagens competitivas relativamente à concorrência. Por último, promover acções de comunicação (promoção, publicidade, relações públicas, marketing directo, etc.) que transmitam de forma clara e eficaz a mensagem da empresa aos consumidores-alvo.
No entanto, tudo isto assenta sobre a premissa da heterogeneidade dos mercados, na existência de subconjuntos de clientes com características e necessidades especificas e diferenciadas (hábitos, gostos, preferências e exigências). Estes subconjuntos de clientes são correntemente denominados segmentos de mercado.
Para conhecimento do mercado dos consumidores é importante responder às seguintes perguntas:
Quem constitui o mercado?; O que compra o mercado?; Porque compra o mercado?; Quem participa na compra?; Como compra o mercado?; Quando compra o mercado?; Onde compra o mercado?.
Neste contexto, o meio envolvente transaccional pode ser decomposto nos seguintes componentes:
- Análise da concorrência - estudo das principais empresas inseridas no mercado de actuação.
- Segmentação - processo de dividir um variado e diferenciado grupo de consumidores em grupos menores, dentro dos quais existem padrões de consumidores similares. Esta segmentação permite uma melhor resposta ao mercado, na medida em que a empresa ajusta a sua oferta a diferentes consumidores e a necessidades diversas.
- Targeting - decisão sobre os segmentos a abordar. Esta decisão é tomada considerando os seguintes aspectos: -dimensão e potencial de crescimento dos segmentos de mercado; -atractividade do segmento; -recursos e objectivos da empresa.
- Posicionamento - processo de desenho de uma imagem e do valor para os consumidores-alvo, estabelecendo uma vantagem competitiva e elevando o mercado-alvo a entender a sua oferta comparativamente aos competidores.
Assim, a elaboração de um plano estratégico de marketing compreende, numa primeira fase, a avaliação do perfil da empresa.
Avaliação do perfil da empresa
Questões a ponderar: - Qual a razão da existência da empresa? - Que bens irá produzir ou que serviços irá prestar? - A quem se destina tais bens ou serviços? - Onde se situa a sua área de actuação? - Qual o esquema-tipo de distribuição?
Factores a ter em conta: - Missão da empresa; - Produtos,serviços; - Clientela; - Mercado-alvo; - Formas de distribuição.
Oportunidades e ameaças - que alterações fundamentas se irão verificar no nosso sector ou campo de actividade nos próximos três, cinco ou dez anos?
Pontos fortes e pontos fracos - comparar os recursos e capacidades da empresa com as oportunidades e ameaças do meio envolvente?
Com esta análise pretende-se: -comparar os recursos e capacidades da empresa com as oportunidades e ameaças do meio envolvente; - determinar os factores de sucesso da empresa, isto é, ponderar os pontos fortes em que baseia a sua estratégia e as fraquezas que deve procurar superar; - comparar as forças e fraquezas da empresa com os concorrentes, de forma a identificar os recursos de que deve dispor e as medidas que deve implementar para obter vantagens competitivas.
Referências bibliográficas
Churchill Jr., G. A.; Peter, J. P.- Marketing: São Paulo: Saraiva 2003
Dualibi, R.; Simonsen Jr.,H. Criatividade e Marketing. McGrawHill, 1990